# Gottfried Weber (musicien)
Pour les articles homonymes, voir Weber.
Ne doit pas être confondu avec Gottfried Weber.

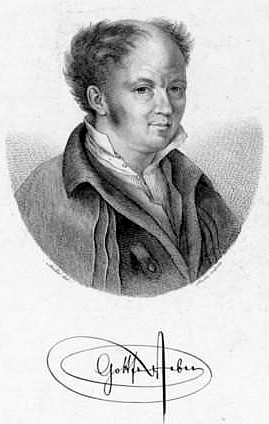
Gottfried Weber

Jacob Gottfried Weber, né le 1er mars 1779 à Freinsheim et mort le 21 septembre 1839 à Bad Kreuznach, est un écrivain spécialisé en musique (en particulier dans la théorie musicale), compositeur et juriste bavarois.

## Biographie
Avocat de profession, Jacob Gottfried Weber a travaillé à Mannheim, Mayence et Darmstadt jusqu'en 1832, date à laquelle il a été nommé procureur général de la Cour suprême de Darmstadt. Il a également suivi très tôt une formation de flûtiste, de violoncelliste et d'organiste. Il créa une école de musique à Mannheim, dirigea une société musicale et joua ses propres compositions, messes, etc. Il étudia avec passion les systèmes de tempéraments inégaux de Johann Philipp Kirnberger, Friedrich Wilhelm Marpurg et Georg Joseph Vogler, entre autres, ce qui l'amena à essayer de concevoir son propre système qui, bien qu'il n'ait pas établi de nouveau principe, est devenu, par certains détails, législatif pour la postérité : par exemple, il introduisit les lettres allemandes pour désigner les accords, majeur pour majeur et mineur pour mineur.
Les recherches de Weber sur l'harmonie, l'acoustique musicale et la construction des instruments se sont traduites par un certain nombre de publications et d'essais dans l'"Allgemeine musikalische Zeitung" et la "Cäcilia".
De 1824 à sa mort en 1839, Jacob Gottfried Weber est rédacteur en chef de Cäcilia, un périodique musical publié à Mayence, qui a influencé la pensée musicale en Allemagne au début de la période romantique.
Son œuvre la plus importante est son "Versuch einer geordneten Theorie der Tonsetzkunst" ("Théorie de la composition musicale") (Mayence : B. Schott, 1817-1821), qui introduit plusieurs concepts devenus depuis importants dans l'étude de la théorie musicale. Dans cet ouvrage, Weber développe l'idée de "Mehrdeutigkeit" (c'est-à-dire de "signification multiple"), un terme initialement introduit par Georg Joseph Vogler. La "signification multiple" de Weber se réfère à des tons et des harmonies individuels, en fonction de leur contexte dans un morceau de musique. Par exemple, une triade en do majeur peut servir de I en do majeur, de IV en sol majeur, de V en fa majeur, etc. Pour analyser un accord, un théoricien doit se demander non seulement "Quelles sont les notes qui le composent ?" mais aussi "Comment se comporte-t-il dans la progression harmonique" (Thompson) ; voir fonction diatonique. Dans le même ouvrage, Weber développe également l'idée de Vogler de désignation par des chiffres romains (en) appliquée aux accords. Contrairement à Vogler, Weber utilise des symboles en majuscules et en minuscules pour indiquer non seulement la position de chaque accord par rapport au degré de la gamme sur laquelle il est construit, mais aussi la qualité de chaque accord, c'est-à-dire majeur, mineur, diminué, etc. Le système d'analyse en chiffres romains de Weber est aujourd'hui largement utilisé dans les universités du monde entier, à des degrés divers, bien qu'avec quelques modifications.
La "Théorie de la composition musicale" de Weber a été le premier ouvrage de théorie musicale à être traduit en anglais pour être publié aux États-Unis (traduction de James F. Warner, Boston : Oliver Ditson, 1846).
C'est lui qui, pour la première fois, a émis des doutes sur l'authenticité complète du Requiem de Wolfgang Amadeus Mozart.
Weber, qui était un ami proche du compositeur Carl Maria von Weber, s'est joint à lui pour inaugurer une nouvelle approche de composition intégrale des strophes de chansons, de romances et de ballades, ainsi que pour mettre en musique des poèmes de Ludwig Uhland et de Carl Theodor Körner, entre autres. Il a écrit un grand Te Deum pour la célébration de la victoire des Alliés en 1814. Il a été nommé docteur honoris causa de l'université de Giessen en 1823 et est devenu membre de l'Académie de musique de Stockholm en 1827.
Il est mort à Bad Kreuznach.

## Œuvres
- Gottfried Weber : Versuch einer geordneten Theorie der Tonsetzkunst, Volume 1 (Mayence : B. Schott's Söhne, 1832).
  - Volume 2 (Mayence : B. Schott's Söhne, 1832).
- Ueber chronometrische Tempobezeichnung (1817).
- Beschreibung und Tonleiter der G. Weberschen Doppelposaune (1817).
- Allgemeine Musiklehre (1822).
- Die Generalbasslehre zum Selbstunterricht (1833).
- Gottfried Weber : Theory of Musical Composition, trans. James F. Warner (Boston : Wilkins, Carter and Co., 1846).